# Ponte Nizza
Pour les articles homonymes, voir Nizza.
Ponte Nizza est une commune italienne de la province de Pavie, dans la région Lombardie.

## Administration
| Période                                  | Période | Identité | Étiquette | Qualité |
| ---------------------------------------- | ------- | -------- | --------- | ------- |
|                                          |         |          |           |         |
| Les données manquantes sont à compléter. |         |          |           |         |

### Communes limitrophes
Bagnaria, Cecima, Godiasco, Gremiasco, Montesegale, Val di Nizza, Varzi.